# La Codosera
La Codosera è un comune spagnolo di 2 179 abitanti situato nella comunità autonoma dell'Estremadura.
È situato nella comarca di Tierra de Badajoz.
Ospita il Santuario di Nostra Signora di Chandavila che nell'agosto 2024 ha ricevuto il nihil obstat di papa Francesco e del Dicastero per la dottrina della fede.